# Segunda División de México 1954-55
La Temporada 1954-55 de la Segunda División de México, fue el quinto torneo de la segunda categoría del fútbol mexicano. Se disputó entre los meses de agosto de 1954 y mayo de 1955. Contó con la participación de 14 equipos coronándose como campeón el Atlas, equipo que ascendería a la Primera División acompañado de los equipos de Cuautla y Zamora, quienes ganaría su ascenso en la primera liguilla de promoción de la historia de la categoría de ascenso..

## Cambios
- Irapuato ascendió a Primera División.
- Atlas descendió desde el máximo circuito.
- UNAM, Laguna, IPN, Independiente de Toluca y Celaya ingresaron a la liga como nuevos equipos.
- Estrella Roja de Toluca y Moctezuma de Orizaba desaparecieron antes de iniciar la temporada.
- Oviedo de Pachuca solicitó permiso para ausentarse durante un año, por lo que no tomó parte de esta temporada.

## Formato de competencia
Los catorce equipos compiten en un grupo único, todos contra todos a visita recíproca. Se coronaria campeón el equipo con la mayor cantidad de puntos y así conseguir el ascenso; si al final de la campaña existiera empate entre dos equipos en la cima de la clasificación, se disputaría un duelo de desempate para definir al campeón, esto claro sin considerar de por medio ningún criterio de desempate.
Los equipos colocados en segunda, tercera y cuarta posición se clasifican a una promoción de ascenso contra los dos últimos equipos de la tabla general de la Primera División, esto con motivo de la ampliación de la máxima categoría a catorce equipos.

## Equipos participantes

### Equipos por Entidad Federativa
| Entidad Federativa | N.º | Equipos                     |
| ------------------ | --- | --------------------------- |
| Michoacán          | 3   | La Piedad, Morelia y Zamora |
| Distrito Federal   | 2   | IPN y UNAM                  |
| Guanajuato         | 2   | Celaya y San Sebastián      |
| Nuevo León         | 2   | Anáhuac y Monterrey         |
| Coahuila           | 1   | Laguna                      |
| Estado de México   | 1   | Independiente               |
| Jalisco            | 1   | Atlas                       |
| Morelos            | 1   | Cuautla                     |
| Querétaro          | 1   | Querétaro                   |

### Información sobre los equipos participantes
| Equipo                  | Ciudad                           | Estadio                |
| ----------------------- | -------------------------------- | ---------------------- |
| Anáhuac                 | Monterrey, Nuevo León            | Tecnológico            |
| Atlas                   | Guadalajara, Jalisco             | Parque Oro             |
| Celaya                  | Celaya, Guanajuato               | Miguel Alemán Valdés   |
| Cuautla                 | Cuautla, Morelos                 | El Almeal              |
| I.P.N.                  | México, D.F.                     | Olímpico Universitario |
| Independiente de Toluca | Toluca, Estado de México         | Héctor Barraza         |
| La Piedad               | La Piedad, Michoacán             | Juan N. López          |
| Laguna                  | Torreón, Coahuila                | San Isidro             |
| Monterrey               | Monterrey, Nuevo León            | Tecnológico            |
| Morelia                 | Morelia, Michoacán               | Campo Morelia          |
| Querétaro               | Santiago de Querétaro, Querétaro | Municipal de Querétaro |
| San Sebastián           | León, Guanajuato                 | La Martinica           |
| U.N.A.M.                | México, D.F.                     | Olímpico Universitario |
| Zamora                  | Zamora, Michoacán                | Campo Juan Carreño     |

## Clasificación
| Pos. | Equipo        | Pts. | PJ | G  | E | P  | GF | GC | Dif. | Clasificación                           |
| ---- | ------------- | ---- | -- | -- | - | -- | -- | -- | ---- | --------------------------------------- |
| 1    | Atlas (C)     | 39   | 26 | 17 | 5 | 4  | 67 | 25 | +42  | Ascenso a Primera División              |
| 2    | Cuautla       | 32   | 26 | 13 | 6 | 7  | 53 | 40 | +13  | Promoción de ascenso a Primera División |
| 3    | Zamora        | 31   | 26 | 14 | 3 | 9  | 44 | 34 | +10  | Promoción de ascenso a Primera División |
| 4    | Querétaro     | 31   | 26 | 13 | 5 | 8  | 50 | 44 | +6   | Promoción de ascenso a Primera División |
| 5    | Laguna        | 30   | 26 | 12 | 6 | 8  | 47 | 34 | +13  |                                         |
| 6    | Morelia       | 29   | 26 | 11 | 7 | 8  | 51 | 35 | +16  |                                         |
| 7    | Anáhuac       | 26   | 26 | 10 | 6 | 10 | 42 | 45 | −3   |                                         |
| 8    | La Piedad     | 26   | 26 | 11 | 4 | 11 | 49 | 55 | −6   |                                         |
| 9    | Monterrey     | 26   | 26 | 10 | 6 | 10 | 31 | 40 | −9   |                                         |
| 10   | San Sebastián | 25   | 26 | 10 | 5 | 11 | 37 | 46 | −9   |                                         |
| 11   | Celaya        | 21   | 26 | 8  | 5 | 13 | 36 | 55 | −19  |                                         |
| 12   | Independiente | 17   | 26 | 7  | 3 | 16 | 43 | 51 | −8   |                                         |
| 13   | IPN           | 16   | 26 | 6  | 4 | 16 | 29 | 52 | −23  |                                         |
| 14   | UNAM          | 15   | 26 | 6  | 3 | 17 | 25 | 48 | −23  |                                         |

 Fuente: RSSSF
Criterios de clasificación: Puntos · Diferencia de goles · Goles a favor · Play-off
|                            |
| Atlas Campeón 1.er título. |

## Resultados
| Local \ Visitante | ANA | ATS | CEL | CUA | IND | IPN | LPD | LAG | MTY | MOR | QUE | SSE | UNM | ZAM |
| ----------------- | --- | --- | --- | --- | --- | --- | --- | --- | --- | --- | --- | --- | --- | --- |
| Anáhuac           | —   | 1–4 | 1–2 | 2–3 | 3–1 | 4–1 | 1–0 | 1–3 | 1–1 | 3–3 | 0–2 | 2–0 | 2–1 | 1–1 |
| Atlas             | 4–2 | —   | 1–1 | 3–0 | 3–2 | 2–0 | 6–0 | 2–0 | 4–0 | 2–2 | 6–1 | 6–2 | 5–2 | 4–0 |
| Celaya            | 0–0 | 0–1 | —   | 2–3 | 1–1 | 1–0 | 2–4 | 0–0 | 3–5 | 3–2 | 0–4 | 1–2 | 2–0 | 1–0 |
| Cuautla           | 2–0 | 1–1 | 3–1 | —   | 4–1 | 1–0 | 5–5 | 3–0 | 2–1 | 1–0 | 4–0 | 3–1 | 2–1 | 1–2 |
| Independiente     | 3–0 | 0–2 | 0–2 | 0–0 | —   | 3–4 | 1–2 | 2–3 | 3–0 | 1–2 | 2–1 | 5–0 | 3–1 | 4–2 |
| IPN               | 2–3 | 0–3 | 3–2 | 2–1 | 3–3 | —   | 1–0 | 0–4 | 0–1 | 3–1 | 1–2 | 1–2 | 0–1 | 1–0 |
| La Piedad         | 3–2 | 1–2 | 5–1 | 2–2 | 4–1 | 1–0 | —   | 1–3 | 5–2 | 2–3 | 2–1 | 2–2 | 2–0 | 3–2 |
| Laguna            | 2–3 | 1–1 | 1–2 | 2–3 | 2–0 | 3–1 | 6–0 | —   | 0–2 | 0–0 | 2–1 | 2–2 | 1–0 | 1–1 |
| Monterrey         | 0–2 | 1–0 | 2–1 | 1–1 | 3–1 | 2–2 | 1–1 | 0–2 | —   | 2–1 | 1–1 | 0–0 | 3–1 | 1–0 |
| Morelia           | 1–1 | 1–1 | 7–1 | 2–4 | 2–1 | 4–0 | 3–0 | 4–1 | 2–0 | —   | 6–2 | 1–0 | 2–0 | 0–1 |
| Querétaro         | 1–2 | 2–1 | 3–0 | 3–2 | 2–1 | 2–2 | 1–0 | 2–2 | 3–0 | 2–0 | —   | 2–2 | 5–1 | 2–1 |
| San Sebastián     | 1–3 | 2–1 | 2–2 | 1–0 | 1–3 | 2–1 | 4–1 | 2–2 | 0–1 | 2–0 | 4–2 | —   | 2–1 | 2–1 |
| UNAM              | 2–2 | 0–2 | 2–4 | 2–0 | 2–0 | 1–1 | 1–2 | 0–2 | 2–1 | 0–0 | 0–1 | 2–0 | —   | 2–1 |
| Zamora            | 2–0 | 3–0 | 3–1 | 4–2 | 2–1 | 3–0 | 2–1 | 3–2 | 2–1 | 2–1 | 2–2 | 1–0 | 3–0 | —   |

## Promoción de ascenso
Como consecuencia de la ampliación de 12 a 14 equipos de la Primera División, la Federación Mexicana de Fútbol organizó una promoción para determinar las tres plazas que completarían al máximo circuito, de la categoría principal participaron el Atlante y el Marte. Mientras que de la segunda división aportó a los conjuntos de Cuautla, Zamora y Querétaro, clasificados como segundo, tercero y cuarto en la tabla general.
El play-off consistió en un enfrentamiento de los cinco equipos en formato de todos contra todos a una vuelta, desarrollándose de la siguiente manera:
| Pos. | Equipo      | Pts. | PJ | G | E | P | GF | GC | Dif. |                                            |
| ---- | ----------- | ---- | -- | - | - | - | -- | -- | ---- | ------------------------------------------ |
| 1    | Atlante (A) | 7    | 4  | 3 | 1 | 0 | 13 | 4  | +9   | Permanencia o ascenso en Primera División  |
| 2    | Zamora (A)  | 4    | 4  | 2 | 0 | 2 | 8  | 8  | 0    | Permanencia o ascenso en Primera División  |
| 3    | Cuautla (A) | 4    | 4  | 2 | 0 | 2 | 8  | 10 | −2   | Permanencia o ascenso en Primera División  |
| 4    | Marte       | 3    | 4  | 1 | 1 | 2 | 9  | 9  | 0    | Descenso o permanencia en Segunda División |
| 5    | Querétaro   | 2    | 4  | 1 | 0 | 3 | 3  | 10 | −7   | Descenso o permanencia en Segunda División |

 Fuente: RSSSF
| Local   | Marcador | Visitante | Estadio                  | Fecha       |
| ------- | -------- | --------- | ------------------------ | ----------- |
| Atlante | 3-0      | Cuautla   | Ciudad de los Deportes   | 28 de marzo |
| Zamora  | 0-2      | Querétaro | Campo Juan Carreño       | 31 de marzo |
| Cuautla | 4-3      | Marte     | Isidro Gil Tapia         | 3 de abril  |
| Atlante | 6-1      | Querétaro | Ciudad de los Deportes   | 10 de abril |
| Zamora  | 3-1      | Marte     | Campo Juan Carreño       | 14 de abril |
| Atlante | 2-1      | Zamora    | Ciudad de los Deportes   | 17 de abril |
| Cuautla | 1-0      | Querétaro | Isidro Gil Tapia         | 21 de abril |
| Marte   | 3-0      | Querétaro | Centenario de Cuernavaca | 24 de abril |
| Zamora  | 4-3      | Cuautla   | Campo Juan Carreño       | 28 de abril |
| Marte   | 2-2      | Atlante   | Centenario de Cuernavaca | 8 de mayo   |